# Dream Scenario
Dream Scenario – amerykańsko-kanadyjski komediodramat z 2023 roku w reżyserii Kristoffera Borgliego.
W roli głównej wystąpił Nicolas Cage. Film przyniósł mu nominację do Złotego Globu w kategorii najlepszy aktor w komedii lub musicalu. Zdjęcia do produkcji powstawały w Toronto i Burlington (Kanada). Okres zdjęciowy trwał od 17 października do 19 listopada 2022 roku.

## Fabuła
Paul Matthews, spokojny profesor akademicki, z dnia na dzień zyskuje międzynarodową sławę. Ku jego zaskoczeniu okazuje się, że pojawia się w snach milionów ludzi — nawet tych, których nigdy nie miał okazji poznać. Nieoczekiwana popularność staje się dla niego szansą na zrealizowanie ukrytych marzeń.

## Obsada
- Nicolas Cage jako Paul Matthews
- Lily Bird jako Sophie Matthews
- Julianne Nicholson jako Janet Matthews
- Jessica Clement jako Hannah Matthews